# Церковь Христа Пантепопта

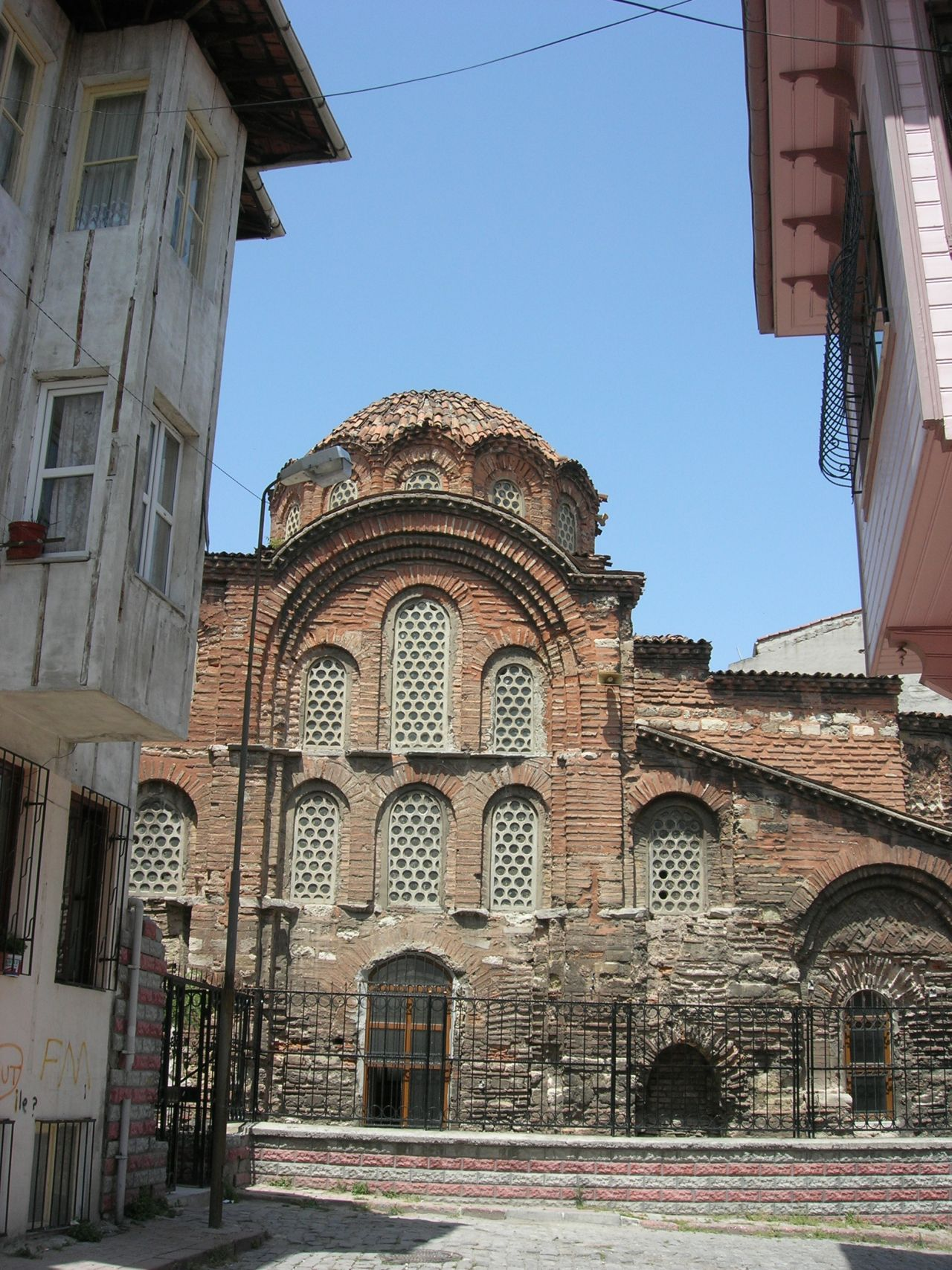
Вид с южной стороны.

Церковь Христа Пантепопта (то есть «Всевидящего»; греч. Eκκλησία του Χριστού Παντεπόπτη) — единственная церковь XI века, сохранившаяся в Стамбуле. Построена не позднее 1087 г. по инициативе Анны Далассины, основавшей на четвёртом холме Константинополя женский монастырь, освящённый в честь Пантепопта. Во время латинского владычества в Константинополе (1204-1261) монастырём заправляли бенедиктинцы. После падения Константинополя в церкви разместились медресе близлежащей мечети Фатих; ныне это мечеть Эски Эмарет (тур. Eski Imaret Camii).
Однако один из крупнейших византинистов и знатоков Константинополя, Кирилл Манго, доказал, что идентификация Эски Эмарет Джами, как церкви Христа Пантепопта, хорошо известной по историческим источникам, является ложной. В Новгородской 4-й летописи есть рассказ о том, что во время штурма Константинополя крестоносцами в 1204 году (во время 4-го крестового похода) император Алексей V Дука Мурзуфл поднялся на купол церкви Христа Пантепопта и обозрел крестоносный флот в гавани Золотой Рог. Кирилл Манго поднялся на купол Эски Эмарет Джами и выяснил, что оттуда невозможно увидеть Золотой Рог, поскольку его закрывает другой холм. Таким образом в настоящее время мы не знаем настоящее христианское название Эски Эмарет.
Уцелевшая до настоящего времени на склоне Золотого Рога монастырская церковь почти со всех сторон окружена более поздними зданиями. Пол церкви служит потолком подземного водохранилища (цистерны). Церковь Пантепопта — это первый в Стамбуле пример здания, построенного в технике смешанной кладки со скрытым рядом, впоследствии получившей большое распространение на Руси. Кроме того, это единственная купольная постройка города, крытая не свинцом, а кирпичной плиткой.
Изнутри храм четырехстолпный. Помимо нартекса, к западной стороне во времена Палеологов была пристроена паперть, разделённая на три части (боковые крыты сводами, центральная — куполом). Кроме того, с западной стороны имеется исключительно редкий архитектурный элемент — галерея в форме буквы U, видимо, построенная для личных нужд императрицы. Окна галереи открываются внутрь храма. Апсиды боковых нефов имеют форму трилистника и отделены от центральной апсиды стенами.
В 1970 гг. мечеть была реставрирована архитектором Фиктретом Чухадароглу (тур. Fikret Çuhadaroglu). Во время реставрации, предпринятой в 1970-е гг., был сломан надалтарный минарет, а куполу возвращена первоначальная форма, изменённая османами на шлемовидную. Кирпичная кладка исключительно декоративна: в оформлении присутствуют и меандры, и солнечные лучи, и имитация перегородчатой эмали. Внутреннее убранство средневекового храма не сохранилось.